# Feeling of Unity
『Feeling of Unity』（フィーリング・オブ・ユニティ）は、2015年9月30日に発売の、Fear, and Loathing in Las Vegasの4枚目となるアルバムである。

## 概要
前作より約1年ぶりとなるアルバム。シングル「Let Me Hear」「Starburst」の2曲を含む、全11曲を収録。
アルバムタイトルの『Feeling of Unity』とは「一体感」という意味であり、メンバーとの気持ちの部分での「一体感」、そしてライヴだったり自分たちと関わる人との「一体感」が重要だと感じての命名である。
数多くのフェスに出演しながら制作を行ったため、押しに押していたとのこと。
Sxunは本作について、「『PHASE 2』の時点で、2年連続でフル・アルバムをリリースすることは予定として見えていました。まず『PHASE 2』をしっかり作った状態からもう1枚クオリティの高いアルバムを連続で制作することは自分たちの大きなテーマだったので。でも似通ったアルバムとも思われたくないし、急いで作ったとも思われたくない。だけどその短期間で満足のいくハイクオリティの作品を出すのって、本当に簡単なことではなくて......。準備して制作に入ったつもりでしたが、頭からボツになるフレーズが多かったりで予定がどんどん遅れていったりと、1曲仕上がるまで今までより時間がかかった印象がありました。そういった状況でさらにいろんな問題が並行して起きたので、今まで通りではまったくなかったですし、むしろ異例のこと続きだったので、ギリギリにはなりましたが本当に完成して良かったなって思います」と語っている。
また、先行リリースしたシングル2曲については、「より進化してる新しいラスベガスをみせたかったので、そういう意味では核となる2曲......バンド・サウンドの「Let Me Hear」と、日本語のメロや明るいダンス・チューンの「Starburst」が決まった状態でアルバムを作り始めることができたのは良かったと思います」とのこと。

## 評価
激ロック代表の村岡俊介は、本作について「「Let Me Hear」「Starburst」という2枚の傑作鉄板シングルを軸に、ドローンが派手に飛び交うMVが話題のストレートなTrack.1、スクリーム・ラップ的な巧妙な掛け合いがミドル・テンポの重厚なEDMに乗り繰り広げられるTrack.6、ラスベガスのポップな側面を最大限に生かしたTrack.7など、どれもが遊び心に満ち個性豊かな楽曲がひしめいている」とコメント。
タワーレコードオンラインにてライターの山口哲生は、「喜怒哀楽すべてをブチ込んだように大胆な曲構成とエモいメロディーで駆け抜ける"Meaning of Existence"やダンスに特化した"Party Boys"など爆発力の高い曲はもちろん、中盤のミディアム"Gratitude"あたりの〈ポップス〉な手触りの楽曲(と言っても彼ららしい派手さは健在!)も印象的。大型フェスから各地のライヴハウスまで、会場に強烈な一体感(=Feeling of Unity)を生み出すであろう全11曲だ」とコメント。

## 記録
2015年10月12日付の週間アルバムチャート（オリコン）では、21,573枚を売り上げ、2位を記録。初のアルバムでのトップ3入りを果たした。

## 収録曲
| #   | タイトル                      | 作詞 | 作曲・編曲 | 時間 |
| --- | ----------------------------- | ---- | ---------- | ---- |
| 1.  | 「Cast Your Shell」           |      |            | 3:07 |
| 2.  | 「Meaning of Existence」      |      |            | 3:21 |
| 3.  | 「Escape from the Loop」      |      |            | 3:48 |
| 4.  | 「Starburst」                 |      |            | 3:30 |
| 5.  | 「Interlude」                 |      |            | 1:42 |
| 6.  | 「Party Boys」                |      |            | 3:47 |
| 7.  | 「Gratitude」                 |      |            | 3:57 |
| 8.  | 「Ignite Your Frail Mind」    |      |            | 3:15 |
| 9.  | 「The Demon Called Careless」 |      |            | 3:27 |
| 10. | 「Let Me Hear」               |      |            | 3:45 |
| 11. | 「Journey to Aim High」       |      |            | 4:40 |

## 曲解説
1. Cast Your Shell
8月13日には、ミュージックビデオが先行公開された。[6][7]
アルバム全体のテーマとして「ストレート""直球勝負"」があったため、アルバムの中でも最もストレートなこの曲をアルバムのテーマとして伝わりやすいように1曲目にしたとのこと[2]。
MVではドローンが使用されており[注 2]、Sxun曰く「見た目の真新しさやスピード感を感じてもらえれば[2]」とのこと。
2. Meaning of Existence
打ち込みトラックがありつつリフやシャウトも取り入れたコア系ダンス・チューンにしたかったとのこと[2]。
Sxunは「歌とシャウトの掛け合いで進んでいくサビのシャウト・パートに音程をつけていたり、"クロテイル"っていう音階があるドラムのシンバルを使っていたり、So（Clean Vo/Prog）のエフェクト・ヴォイスやヒップホップ的なパートなど新しい要素を散りばめて曲を作りました」と語っている。
3. Escape from the Loop
Sxun曰く、アルバムの中で一番ポップな曲[8]。
SoとSxunのヴォーカルの掛け合いは歌詞の内容とリンクしており、2つの視点があってその人の感覚をお互いが言っているような掛け合いとなっている[8]。また、ポップなパート、コアなパートが終わったあとにあるちょっとしっとりしたパートは、90年代のアニメの主題歌みたいな懐かしい感じをイメージして作ったとのこと[8]。
4. Starburst
4thシングル曲。
5. Interlude
Minamiがシューティング・ゲームっぽいBGMを作っており、もともとあった間にバンド・サウンドを入れようっというアイデアのもと、リフはSxunが考えた[8]。Sxun曰く、「チープなサウンドで始まり、ぐっと迫力あるバンド・サウンドになって、最後またチープに終わる展開[8]」。
6. Party Boys
きれいな聴きやすいEDMというよりパワー系のちょっとゴリっとしたEDMテイストを入れている[8]。タイトル通り「パーティー系」の曲をイメージして制作されたが、メインのパートがシャウトとシンガロングの掛け合いだったり、ラップっぽいパートがあったりと、みんながずっと踊り続けてくれるようなリズムを強調した楽曲[8]となっている。SoとSxunがユニゾンで同じメロディを歌う部分は、懐かしい感じのJ-POPを意識しているとのこと[8]。
またSxunは、「ずっとミドル・テンポで進んでいくので、ここだけはガツンといくというようなわかりやすい起伏があまりないというか、頭からずっとノリ続ける感じなんですよね。ライヴでのことも考えて、最後にみんなの高揚感を煽るようなBPMの上がったパートを持ってくることで落ち着きました。結果的にすごく自分たちでも気に入った曲に仕上がりました[8]」と述べている。
アルバム発売の翌年4月に発売された映像作品「The Animal in Screen II」にミュージックビデオが収録されている。
7. Gratitude
Sxun曰く、一番聴きやすい曲[8]。基本的にはゆっくりしたEDMの曲から影響を受けているが、どこか切なさを感じさせる曲も意識している[8]。
また、Soの声質を念頭に置いており、Sxunは「Soが歌うからこそいいと思えるものじゃないと意味がないので、キーを何回も変えたりとか何パターンも歌ってもらってどのピッチ感がしっくりきてるかなと試行錯誤したのを覚えてますね」と語っている。
8. Ignite Your Frail Mind
Sxun曰く、アルバム内で一番コアな曲[9]であり、「コアな側面の楽曲の中でも、コード感を活かしたフレーズにしてみたり、シャウトも早口の凝ったリズムのモノを入れたり、ブレイクダウンは音程ごとグッと落としたりと新鮮さを追及して作った楽曲[9]」とのこと。
また、本作内で「Let Me Hear」を除いて唯一の日本語歌詞がある楽曲でもある。
9. The Demon Called Careless
Sxun曰く、スクリーモ・オルタナ系[9]。また、アルバム内で取り掛かるのが一番遅かったとのこと[9]。
10. Let Me Hear
3rdシングル曲。
11. Journey to Aim High
アルバムのエンディングを飾るクライマックス感と、ライヴのセットリストの最後に似合う壮大な曲というイメージを持って制作された楽曲[9]。
Sxun曰く、「楽曲の入りはそんなにアップテンポではなくて、歌をぐっと前面に押し出した歌モノになっていますが、中盤からテンションをグッと上げていき最大熱量で完全燃焼できる流れを大事にしました[9]」とのこと。

## タイアップ
Cast Your Shell
- PCオンラインゲーム『CLOSERS』テーマソング（セガゲームス）[6]

Let Me Hear
- 日本テレビ系アニメ『寄生獣 セイの格率』オープニングテーマ
- テレビ番組『ウソかホントかわからない やりすぎ都市伝説スペシャル2015夏』オープニングテーマ[10]

## ツアー
以下の日程でリリースツアーが組まれた。
| Feeling of Unity Release tour       | Feeling of Unity Release tour         | Feeling of Unity Release tour |
| ----------------------------------- | ------------------------------------- | ----------------------------- |
| 10月09日(金)                        | 神奈川 CLUB CITTA’川崎                | WANIMA                        |
| 10月12日(月)                        | 柏 PALOOZA                            | 八十八ヶ所巡礼                |
| 10月22日(木)                        | 埼玉 HEAVEN'S ROCK さいたま新都心VJ-3 | AIR SWELL                     |
| 10月23日(金)                        | 浜松 窓枠                             | AIR SWELL                     |
| 10月25日(日)                        | 新潟 LOTS                             | SWANKY DANK                   |
| 10月27日(火)                        | 京都 MUSE                             | PALM                          |
| 10月29日(木)                        | 神戸 VARIT.                           | uchuu,                        |
| 11月01日(日)                        | 高松 OLIVE HALL                       | locofrank                     |
| 11月03日(火)                        | 高知 CARAVAN SARY                     | locofrank                     |
| 11月05日(木)                        | 長崎 Studio DO!                       | Northern19                    |
| 11月08日(日)                        | 大分 T.O.P.S Bitts HALL               | Northern19                    |
| 11月14日(土)                        | 仙台 Rensa                            | GARI                          |
| 11月15日(日)                        | 郡山 HIPSHOT                          | GARI                          |
| 11月19日(木)                        | 広島 CLUB QUATTRO                     | NAMBA69                       |
| 11月23日(月)                        | 金沢 EIGHT HALL                       | LONGMAN                       |
| 11月26日(木)                        | 旭川 CASINO DRIVE                     | THE冠                         |
| 11月27日(金)                        | 札幌 PENNYLANE24                      | THE冠                         |
| 11月29日(日)                        | 小樽 GOLD STONE                       | THE冠                         |
| 12月03日(木)                        | 和歌山 GATE                           | UZMK                          |
| 12月04日(金)                        | 岡山 CRAZYMAMA KINGDOM                | UZMK                          |
| 12月06日(日)                        | 福岡 BEAT STATION                     | ピアノゾンビ                  |
| 12月09日(水)                        | 大阪 堂島リバーフォーラム             | MIYAVI                        |
| 12月11日(金)                        | 名古屋 Zepp Nagoya                    | KNOCK OUT MONKEY              |
| 2016年                              |                                       |                               |
| Feeling of Unity Release tour FINAL |                                       |                               |
| 01月07日(木)                        | 東京 日本武道館                       |                               |

## 演奏
- So : Vocal
- Minami : Voval, Keyboard
- Sxun : Guitar, Vocal, Chorus
- Taiki : Guitar, Vocal, Chorus
- Tomonori : Drums
- Kei : Bass Guitar